# 安杰伊·科贝兰斯基
安杰伊·科贝兰斯基（波蘭語：Andrzej Kobylański，1970年7月31日—），波兰前男子足球运动员。他曾代表波兰国奥队参加1992年夏季奥林匹克运动会足球比赛，获得一枚银牌。